# ۲۲ ژوئن
۲۲ ژوئن صد و هفتاد و سومین (در سال‌های کبیسه صد و هفتاد و چهارمین) روز سال در گاه‌شماری میلادی است. ۱۹۲ روز تا پایان سال باقی‌است.

## رویدادها
- ۱۹۴۰ - جنگ جهانی دوم - نبرد فرانسه: با امضای پیمان دوم کامپانیه مخاصمه بین آلمان و فرانسه به پایان رسید.
- ۱۹۴۱ - جنگ جهانی دوم: با آغاز عملیات بارباروسا، آلمان اتحاد جماهیر شوروی را مورد تهاجم قرار داد.
- ۲۰۰۳ برگزاری سومین همه‌پرسی در طول تاریخ تاجیکستان آزاد

## زادروزها
- ۱۹۴۹ - مریل استریپ، بازیگر آمریکایی
- ۱۹۶۰ – داگلاس کیمبل، ورزشکار واترپلو اهل ایالات متحده آمریکا
- ۱۹۸۷ - لی مین هو، بازیگر کره‌ای